# Olympische Sommerspiele 2004/Teilnehmer (Mongolei)
| Gelbes Symbol für Goldmedaillen mit stilisierten Olympischen Ringen | Graues Symbol für Silbermedaillen mit stilisierten Olympischen Ringen | Braundes Symbol für Bronzemedaillen mit stilisierten Olympischen Ringen |
| ------------------------------------------------------------------- | --------------------------------------------------------------------- | ----------------------------------------------------------------------- |
| —                                                                   | —                                                                     | 1                                                                       |

Die Mongolei nahm an den Olympischen Sommerspielen 2004 in Athen, Griechenland, mit einer Delegation von 20 Sportlern (13 Männer und 7 Frauen) teil.
Fahnenträger bei der Eröffnungsfeier war der Judoka Damdinsürengiin Njamchüü.

## Medaillengewinner
Mit einer gewonnenen Bronzemedaille belegte das Team Platz 70 im Medaillenspiegel.

### Bronze
| Name(n)                      | Sportart | Wettkampf                      |
| ---------------------------- | -------- | ------------------------------ |
| Chaschbaataryn Tsagaanbaatar | Judo     | Superleichtgewicht (bis 60 kg) |

## Teilnehmer nach Sportarten

### Boxen
- Urantschimegiin Mönch-Erdene
Leichtgewicht (bis 60 Kilogramm): 9. Platz

### Gewichtheben
- Namchaidordschiin Bajarmaa
Frauen, Leichtgewicht (bis 58 Kilogramm): 14. Platz

### Judo
- Chaschbaataryn Tsagaanbaatar
Superleichtgewicht (bis 60 Kilogramm): Bronze

- Gantömöriin Daschdawaa
Halbleichtgewicht (bis 66 Kilogramm): im Achtelfinale ausgeschieden

- Damdiny Süldbajar
Leichtgewicht (bis 73 Kilogramm): in der 2. Hoffnungsrunde ausgeschieden

- Damdinsürengiin Njamchüü
Halbmittelgewicht (bis 81 Kilogramm): in der 1. Runde ausgeschieden

- Tsend-Ajuuschiin Otschirbat
Mittelgewicht (bis 90 Kilogramm): im Achtelfinale ausgeschieden

- Batdschargalyn Odchüü
Halbschwergewicht (bis 100 Kilogramm): in der 1. Runde ausgeschieden

- Chischigbatyn Erdenet-Od
Frauen, Leichtgewicht (bis 57 Kilogramm): im Achtelfinale ausgeschieden

- Erdene-Otschiryn Dolgormaa
Frauen, Schwergewicht (bis 78 Kilogramm): im Achtelfinale ausgeschieden

### Leichtathletik
- Bat-Otschiryn Ser-Od
Marathon: 75. Platz

- Luwsanlchündegiin Otgonbajar
Frauen, Marathon: 66. Platz

### Ringen
- Tüwschintöriin Enchtujaa
Freistil, Schwergewicht (Klasse bis 96 Kilogramm): 21. Platz

- Bajaraagiin Naranbaatar
Freistil, Bantamgewicht (Klasse bis 55 Kilogramm): 12. Platz

- Gelegschamtsyn Ösöchbajar
Freistil, Superschwergewicht (Klasse bis 120 Kilogramm): 12. Platz

- Ojuunbilegiin Pürewbaatar
Freistil, Federgewicht (Klasse bis 60 Kilogramm): 13. Platz

- Otschirbatyn Burmaa
Frauen, Freistil, Schwergewicht (Klasse bis 72 Kilogramm): 10. Platz

- Tsogtbadsaryn Enchdschargal
Frauen, Freistil, Fliegengewicht (Klasse bis 48 Kilogramm): 8. Platz

### Schießen
- Otrjadyn Gündegmaa
Luftpistole 10 Meter: 16. Platz
Sportpistole 25 Meter: 6. Platz

### Schwimmen
- Andrjein Tamir
Männer, 100 Meter Freistil: 64. Platz